# Agonomalus proboscidalis
Agonomalus proboscidalis är en fiskart som först beskrevs av Valenciennes, 1858.  Agonomalus proboscidalis ingår i släktet Agonomalus och familjen pansarsimpor. Inga underarter finns listade i Catalogue of Life.